# 無人島 (ハイドン)
『無人島』（むじんとう、L'isola disabitata）Hob.XXVIII:9は、フランツ・ヨーゼフ・ハイドンが1779年に作曲した2部からなるイタリア語の短編オペラ。アツィオーネ・テアトラーレ（小規模音楽劇）に分類されている。
演奏時間は約1時間。

## 概要
ニコラウス・エステルハージ侯爵の聖名祝日を祝うために作曲され、1779年12月6日にエステルハーザで初演された。なおその2週間前の11月18日にエステルハーザのオペラ劇場が火事で失われたため、マリオネット劇場で上演された。
台本はメタスタジオにより、かつてジュゼッペ・ボンノの作曲による版が1754年にウィーンで上演されたことがある。なお、ハイドンは1750年代前半にメタスタジオと同じ建物に住んでいて、知りあいだった。
短く単純な劇だが、レチタティーヴォに管弦楽伴奏を使用し、その音楽にはグルック、またはおそらくゲオルク・ベンダの二重唱メロドラマの影響が見られる。

## 編成
- ソプラノ2、テノール1、バス1
- フルート1、オーボエ2、ファゴット1、ホルン2、ティンパニ、弦楽、通奏低音[5]

## 登場人物
- コスタンツァ（ソプラノ）- 無人島に置き去りにされた女性
- シルヴィア（ソプラノ）- コスタンツァの妹
- ジェルナンド（テノール）- コスタンツァの夫
- エンリコ（バス）- ジェルナンドの仲間

## あらすじ
コスタンツァとジェルナンドの夫妻およびコスタンツァの妹のシルヴィアを乗せた船が難破して無人島にたどりついた。ところがコスタンツァが眠っている間にジェルナンドはいなくなってしまった。コスタンツァは島に置き去りにされたと思い、嘆きながら日々を暮していた。

### 第1部
コスタンツァは絶望し、自分の墓碑銘を石に刻んでいる。いっぽう妹のシルヴィアは、いなくなっていた鹿が見つかったことを喜び、無人島の美しさをたたえ、コスタンツァをなぐさめようとする。
船が島に着き、ジェルナンドとエンリコのふたりが降りてくる。シルヴィアは隠れる。ジェルナンドは実際には海賊に襲われて島から連れ去られ、解放された後に妻に再会するために帰ってきたのだった。シルヴィアはエンリコにひと目ぼれする。

### 第2部
ジェルナンドはコスタンツァの墓碑銘を発見して、もう妻は世にないものと思って嘆き、ひとり島に残ろうとする。エンリコはそれを止める。
エンリコはシルヴィアと出会う。はじめシルヴィアは男を恐れるが、ふたりは魅かれあう。シルヴィアはコスタンツァが生きていることを告げる。
コスタンツァはジェルナンドを見て気絶するが、その後エンリコから事情を知らされる。誤解は解け、全員が歌いながら島を去る。